# Royal Park Investments
Royal Park Investments (RPI) is een Belgische bank die eind 2008 ontstaan is uit Fortis.
De bank is voor 44.7% eigendom van Ageas, 43.5% van de Belgische staat via de Federale Participatie- en Investeringsmaatschappij (FPIM) en 11.8% van BNP Paribas.
De bank werd opgericht om probleemkredieten, ter waarde van 11,2 miljard euro, van Fortis bank apart in onder te brengen als onderdeel van de maatregelen van de Belgische overheid tijdens de splitsing van Fortis-ABN AMRO als gevolg van de kredietcrisis. De bank is een zogenoemde "Bad Bank" en had als doel de acquisitie van een activaportefeuille van het voormalige Fortis Bank uit te voeren.
In 2013 kon Royal Park Investments zijn volledige portefeuille verkopen aan het Amerikaanse Lone Star Funds en het Zwitserse Crédit Suisse die hiervoor 6,7 miljard euro betaalden. Dit kwam neer op  een intrinsieke waarde van 2,3 miljard euro en dus een meerwaarde van meer dan 600 miljoen euro. Dit kon verdeeld worden onder de aandeelhouders.
Na de verkoop bleef Royal Park Investments bestaan om de vele rechtszaken af te handelen, die de bank had aangespannen tegen Amerikaanse en Europese financiële spelers wegens bedrog van Fortis Bank. Door allerlei schikkingen levert Royal Park Investments aan zijn aandeelhouders extra geld op.